# YT (muzyk)
YT (właśc. Mark Hull; ur. w Ipswich) – brytyjski muzyk reggae, jeden z nielicznych białych wykonawców, którym udało się przebić na zdominowanej przez emigrantów z Jamajki brytyjskiej scenie oraz wystąpić na największym festiwalu reggae/dancehall na Jamajce – Sting.

## Kariera
Muzykę YT doceniono w 2006 roku, kiedy uznany został artystą roku w kategorii reggae (nagroda UK’s Best Reggae Artist 2006) w pół roku po wydaniu debiutanckiego albumu Straight Outta Britain. Płyta to kombinacja klasycznych patentów reggae z nowymi brzmieniami dancehall, hip-hop oraz drum'n'bass. W 2009 roku ukazała się drugi album YT, Born inna Babylon, efekty współpracy z najlepszymi europejskimi producentami i artystami (na płycie m.in. Million Stylez).
W 2010 roku YT promował singiel „Inna Jamaica”, który promował, nakręcony na Jamajce, wideoklip.
W Polsce YT gościł kilkukrotnie, pojawiając się na największych festiwalach w kraju. W 2008 roku wystąpił na Reggae Dub Festiwalu w Bielawie, a także na One Love we Wrocławiu. W 2010 roku zaśpiewał na Ostróda Reggae Festiwal.

## Dyskografia
- 2006: Straight Outta Britain
- 2009: Born Inna Babylon